# Itatí
Itatí è una città dell'Argentina, capoluogo del dipartimento di Itatí appartenente alla provincia di Corrientes.
La città si sviluppa sulle rive del fiume Paraná, al confine con il Paraguay, ed è a circa 73 km dalla capitale provinciale Corrientes.
È collegata con le città di Corrientes, Posadas e Resistencia attraverso la Ruta Nacional 12 (RN12). La sua popolazione nel 2001 era di 7.838.

## Origini del nome
Itatí significa in guaraní letteralmente naso di pietra, da  itá (pietra) e  tí (naso). Altre versioni sembrano invece avallare altri significati, come pietra bianca o punto di pietra.

## Storia
In origine Itatí fu una riduzione francescana, fondata il 7 dicembre 1615 dal frate Luis de Bolaños, con il nome di Pura y Limpia Concepción de Nuestra Señora de Itatí.

## Monumenti e luoghi d'interesse
La basilica dedicata alla Vergine attrae migliaia di visitatori in pellegrinaggio. Attorno a essa si è sviluppato un fiorente mercato di artigianato, dedicato in gran parte al tema della devozione mariana.

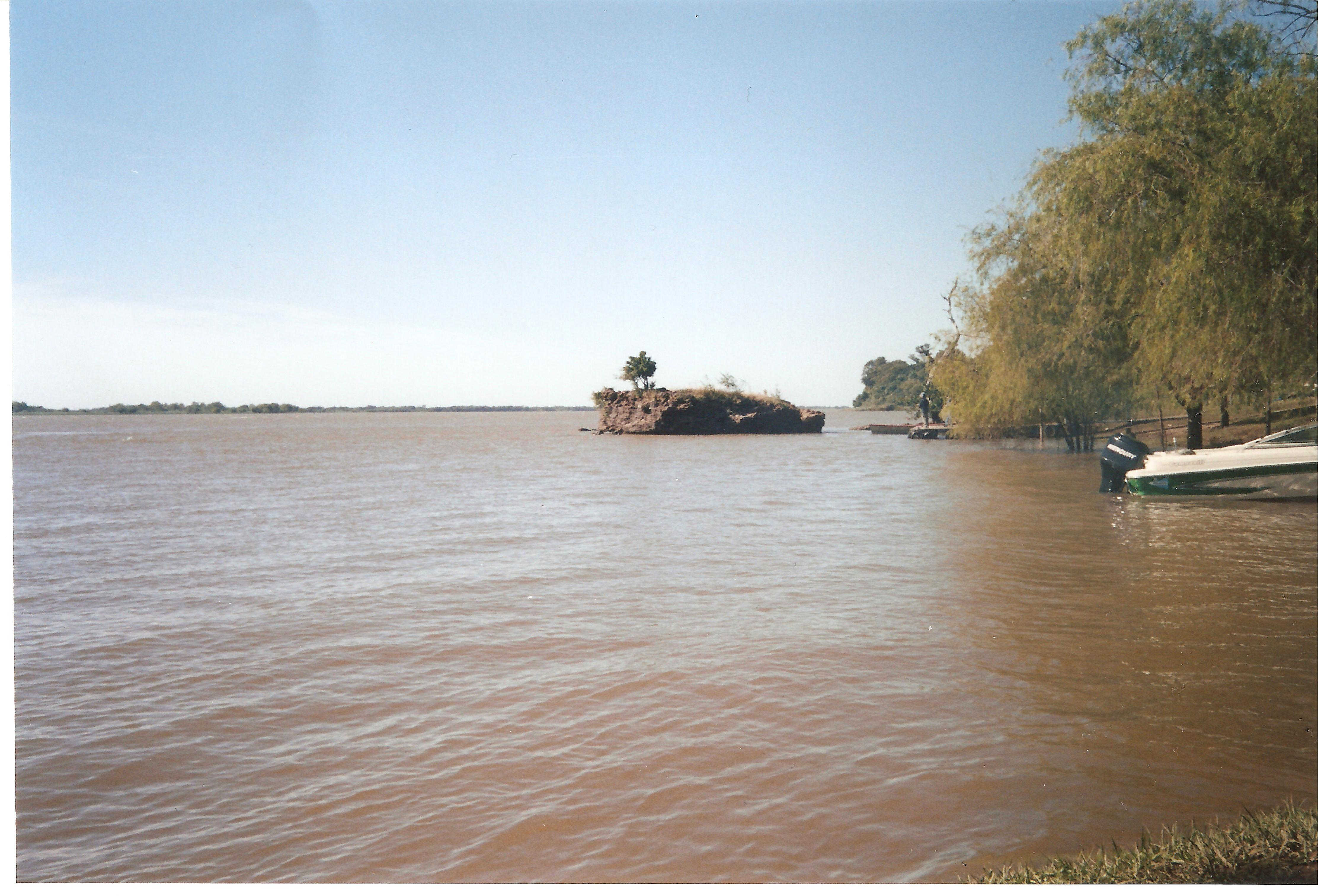
Vista del fiume Paraná da una spiaggia di Itatí

### Centro di pellegrinaggio

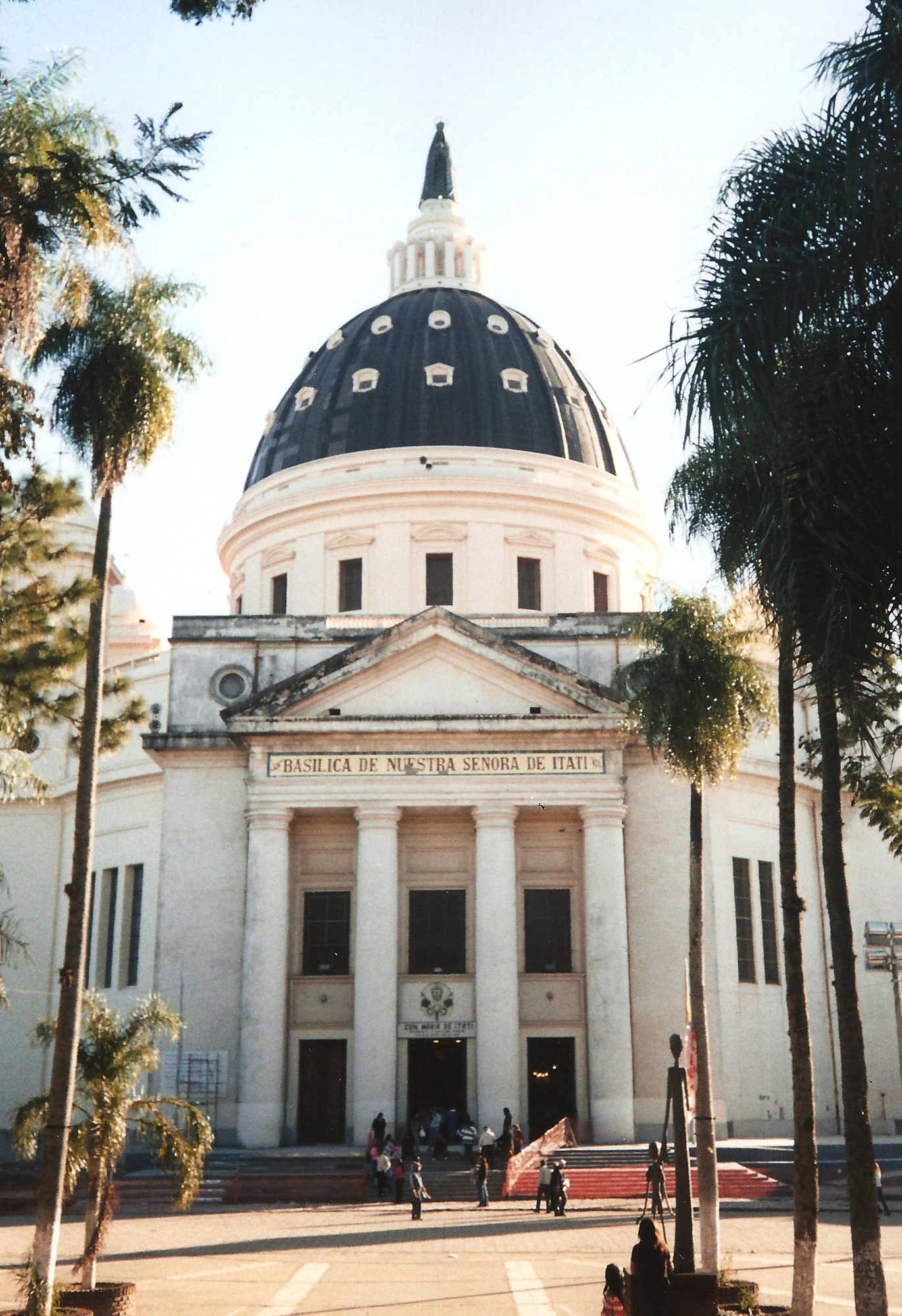
Basilica di Itatí

In varie occasioni durante l'anno Itatí si converte in uno dei centri di pellegrinaggio cattolico più importanti d'Argentina. Migliaia di fedeli, dai più disparati luoghi del paese e con diversi mezzi di trasporto, vi giungono per venerare la Vergine, che si trova nell'imponente Basilica di Itatí, alta 88 metri, dove è custodita un'antichissima statua della Vergine Maria scolpita nel legno dalle popolazioni native. Questa piccola statua è considerata miracolosa in quanto, a partire dal 1615 e poi nel corso dei secoli, il viso è diventato più volte splendente di luce, motivo per cui la "Verginella di Itatí" è una tra le più venerate immagini sacre in Argentina e in tutto il Sudamerica, ed è oggetto di frequenti pellegrinaggi.

## Economia
La maggior parte delle attività economiche della città è legata al turismo religioso e al grande movimento commerciale che si genera attorno a esso. Notevole la presenza di laboratori di ceramica e di botteghe artigianali che lavorano il legno e l'argento.